# Pablo Parés
Pablo Parés (Haedo, 28 agosto 1978) è un regista cinematografico, sceneggiatore e attore argentino figura di punta del cinema indipendente argentino.

## Biografia
La sua carriera artistica iniziò realizzando cortometraggi, con il primo progetto cinematografico in Super 8 a circa 12 anni. Fondatore della Farsa Producciones, rinomata casa di produzione e distribuzione argentina di pellicole indipendenti, legate al genere Horror e Fantasy/Avventura. 

Oltre al Cinema, coltivò un'altra grande passione inerente alla produzione di Fumetti per lo più Horror e Fantasy. Infatti, nel 1992 pubblicò un Fumetto "Maldita Garcha", che rappresentò il primo successo per la Farsa.

Successivamente, frequentò la Fundación Universidad del Cinema e l'Istituto ORT a Buenos Aires. 

All'età di sedici anni prese parte alla sua prima produzione a livello di Sceneggiatore, Regista e Attore nel Film Plaga Zombie, che otterrà un discreto successo nell'underground argentino. 
 
Quattro anni dopo, grazie a dei finanziamenti maggiormente cospicui, la Farsa Producciones e Pablo Parés produrranno il Sequel del Film ovvero Plaga Zombie Zona Mutante. Il quale, verrà in seguito distribuito in varie nazioni.

In campo Cinematografico, il nome di Pablo Parés figura anche in una Coo-Produzione con Daniel De La Vega in Jennifer'S Shadow.

## Filmografia

### Lungometraggi
- Plaga Zombie (1997)
- Nunca Asistas A Este Tipo De Fiesta (2000)
- Plaga Zombie Zona Mutante (2001)
- Jennifer'S Shadow (2004)
- Filmatron (2007)
- Daemonium: Soldado del Inframundo (2015)

### Cortometraggi/Mediometraggi
- Boluman (1990)
- La Cama (1992)
- El Ataque del Vampiro Espacial (1995)
- Hotel Paraiso (1997)